# Puebla de la Calzada
Puebla de la Calzada là một đô thị ở tỉnh Badajoz, cộng đồng tự trị Extremadura, Tây Ban Nha. Theo điều tra dân số 2010 của Viện thống kê Tây Ban Nha (INE), đô thị này có dân số là 5963 người. Diện tích đô thị này là 14,2 ki-lô-mét vuông. Đô thị này nằm ở độ cao 191 m trên mực nước biển.